# Trzy studia do portretu Luciana Freuda
Trzy studia do portretu Luciana Freuda (ang. Three Studies of Lucian Freud) – obraz olejny na płótnie namalowany przez Francisa Bacona w 1969 roku, przedstawiający innego malarza, Luciana Freuda (wnuka Sigmunda). 12 listopada 2013 roku obraz został sprzedany na aukcji w domu aukcyjnym Christie’s za 142 mln dolarów, co stanowiło wówczas najwyższą cenę, jaką zapłacono na aukcji za dzieło sztuki.